# Logis de la Grande-Barre
Le logis de la Grande-Barre ou logis de la Grand'Barre est une maison de la fin du Moyen Âge située à Poitiers, en France. La maison est classée au titre des Monuments historiques depuis 1924.

## Historique
Le logis tirerait son nom de l'Arceau de la Barre, une ancienne porte percée dans l'enceinte romaine à cet emplacement (la rue de l'Arceau où se trouve le logis s'appelait à l'origine rue de l'Arceau de la Barre). Le commanditaire et propriétaire initial du logis ne nous est pas connu. En 1541, le logis appartient à un certain Christophe de la Fontaine, procureur et seigneur du fief de Grève (situé à Vendeuvre-du-Poitou). Au XVIIe siècle, le logis est en possession du couvent de Sainte-Catherine, situé dans la même rue. En 1817, le logis change de nouveau de propriétaire et est partagée entre plusieurs cohéritiers. Le logis a été inscrit aux Monuments historiques par arrêté du 30 décembre 1924. Il est aujourd'hui une propriété privée.

## Le logis
Le plan du logis se compose de deux corps de bâtiment disposés en équerre. On y accède par un portail qui donne sur la rue. Une cour carrée est formée par l'espace entre le haut mur donnant sur la rue et le logis. Le portail, à l'origine situé plus à droite mais déplacé à la suite de campagnes de restauration, se compose d'un arc surbaissé surmonté d'une accolade à pignon ornée d'animaux. 
À gauche de cette porte cochère se trouve une tabernacle à console encastré dans le mur dont il manque la statue. À sa base se trouvent deux anges tenant un écu, mais l'ensemble est en trop mauvais état pour permettre l'identification de ces armoiries. 
La porte principale de l'édifice, au fond à gauche de la cour, est à linteau droit surmonté d'un autre arc en accolade présentant cette fois-ci des décors végétaux. La façade du logis est ponctuée de fenêtres, dont une au premier étage est ornée de deux anges de part et d'autre du linteau mouluré, dont l'un porte un écu (également bûché) et l'autre un cartouche. 
Le palier du rez-de-chaussée donne sur une pièce nommée "la Salle" par plusieurs auteurs. Celle-ci est datée du XVe siècle par René Crozet en raison de sa cheminée et de ses décors. Un écusson comportant trois roses est sculpté sur le manteau de la cheminée mais il n'a pas encore été identifié. Il est tenu par deux anges vêtus de longues robes à larges plis.  À droite de la cheminée, une trappe s'ouvrait et donnait sur un passage souterrain où ont été retrouvées des chaînes et des boulets de prisonnier.